# ل مایلی
ل مایلی (به فرانسوی: Les Maillys) یک کمون در فرانسه با جمعیت ۸۱۷ نفر است که در Canton of Auxonne واقع شده‌است.